# François Pauly
François Pauly, né le 30 juin 1964 au Luxembourg, est un banquier, CEO et président du comité exécutif du groupe Edmond de Rothschild depuis juin 2021.

## Biographie
François Pauly sort diplômé de l'ESCP Europe en 1987. Après ses études, il rejoint le groupe Dexia en qualité de directeur de la communication et du marketing, puis directeur du retail banking. En 2003, il devient directeur du private banking de Dexia Luxembourg. Jusqu' en 2004, il occupe plusieurs postes de senior management au Luxembourg, en Italie, et à Monaco.
En juin 2004, François Pauly est nommé administrateur-délégué de la banque privée Sal. Oppenheim, puis devient general manager et membre du CA des filiales suisse, autrichienne et allemande. Il pilote le transfert du siège de la banque dans le quartier de Kirchberg, et la forte augmentation de son effectif. En décembre 2009, il rejoint le comité exécutif de Sal. Oppenheim. En juin 2010, il devient directeur de la filiale Investment Partners de la BIP.
Le 1er septembre 2011, François Pauly devient directeur du comité de direction de la Banque internationale à Luxembourg (BIL), puis assume à partir de 2014 la fonction de président du conseil d'administration jusqu'en 2016.
De 2011 à 2016, il est administrateur de Luxair. En mai 2011, il est nommé président de la Compagnie financière La Luxembourgeoise. En 2016, il devient vice-président du conseil d'administration de la filiale luxembourgeoise du groupe Edmond de Rothschild et président du commité d'audit et des risques de la filiale suisse du même groupe. En mars 2019, François Pauly devient président du conseil d'administration du groupe média Saint-Paul Luxembourg où il assure la vente de l'entreprise au groupe de presse belge Mediahuis. En octobre 2019, il devient membre du conseil d'administration du groupe Luxaviation.
En juin 2021, François Pauly est nommé directeur général du groupe Edmond de Rothschild,. Il quitte alors le siège de président du conseil d'administration de Saint-Paul Luxembourg.

## Autres fonctions
- Membre du conseil d'administration de la Fondation de Luxembourg
- Président du conseil d'administration de la Fondation Félix Chomé[1]
- Président du conseil d'administration de la Fondation Félix Chomé Brésil[1]
- Membre du conseil d'administration de la Croix-Rouge Luxembourg[13]